# Kevin McCarthy (Politiker)

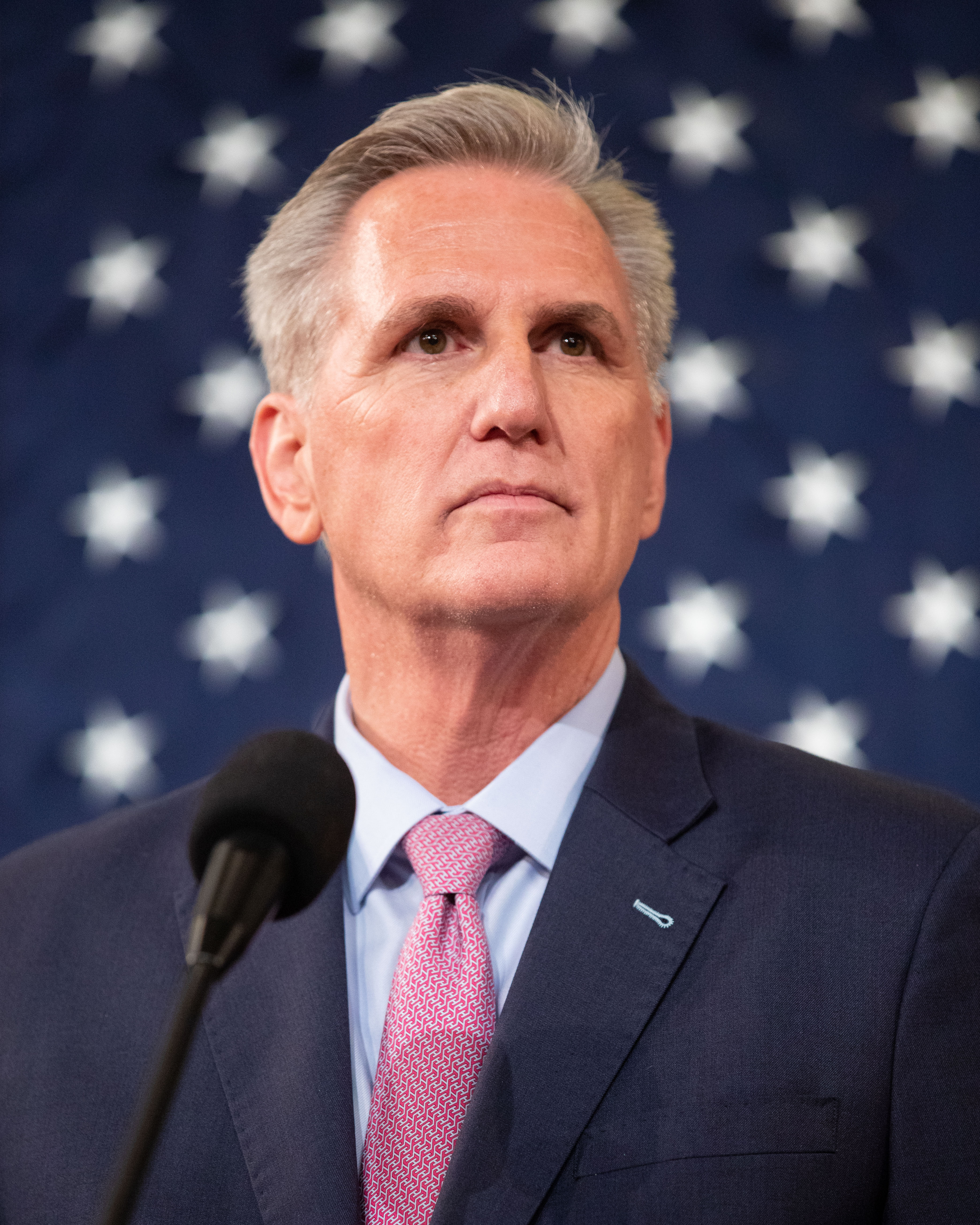
Kevin McCarthy (2023)

Kevin Owen McCarthy (* 26. Januar 1965 in Bakersfield, Kalifornien) ist ein US-amerikanischer Politiker der Republikanischen Partei. Er vertrat von 2007 bis 2023 den 22. Kongresswahlbezirk des Bundesstaates Kalifornien im US-Repräsentantenhaus. Von 2014 bis 2019 amtierte er als Mehrheitsführer, anschließend von 2019 bis zur Wahl zum Sprecher als Minderheitsführer des Repräsentantenhauses. McCarthy war von Januar 2023 bis zu seiner Abwahl im Oktober 2023 dessen Sprecher im 118. Kongress der Vereinigten Staaten.
Er verließ das Repräsentantenhaus zum Jahresende 2023.

## Werdegang

### Frühe Karriere und Familie
McCarthy besuchte bis 1985 das Bakersfield College in Kalifornien. Danach studierte er bis 1994 an der dortigen California State University. Er erwarb einen Abschluss als Bachelor in Vermarktung und als Master in Business Administration. Anschließend arbeitete er für den Kongressabgeordneten Bill Thomas und schloss sich der Republikanischen Partei an. Von 2002 bis 2007 war er Abgeordneter in der California State Assembly; von 2004 bis 2006 leitete er dort die republikanische Fraktion.
McCarthy ist verheiratet und hat zwei Kinder; die Familie lebt in Bakersfield.

### US-Repräsentantenhaus
McCarthy wurde bei der Wahl zum Repräsentantenhaus 2006 im 22. Wahlbezirk von Kalifornien in das US-Repräsentantenhaus gewählt und trat dort am 3. Januar 2007 die Nachfolge von Thomas an. Er wurde 2008, 2010, 2012, 2014, 2016, 2018 und 2020 wiedergewählt.
Seine neue Legislaturperiode im Repräsentantenhaus des 118. Kongresses lief bis zum 3. Januar 2025, er beendete sie vorzeitig zum Ende des Jahres 2023.
2007 tat er sich mit Eric Cantor und Paul Ryan als „Young Guns“ zusammen. Die Gruppe aufstrebender Republikaner wollte die Partei zurück zu einer konservativeren Linie mit eingeschränkter Regierung und geringeren Staatsausgaben führen. Hierzu warben sie auch konservativere Kandidaten aus dem Tea-Party-Umfeld an. Seit 2013 vertritt er den 23. Kongresswahlbezirk seines Staates. Im US-Kongress gehörte er zwischenzeitlich dem Finanzausschuss sowie zwei Kongress-Unterausschüssen an. Seit 2011 war er Whip der republikanischen Mehrheitsfraktion. Im Juli 2014 stieg er zum Fraktionschef auf, nachdem Eric Cantor von diesem Posten zurückgetreten war, und war somit Mehrheitsführer (House Majority Leader) im Repräsentantenhaus. Wegen des Widerstands des rechten House Freedom Caucus und eines ungünstigen Interviews, in dem er die wahren Gründe für einen Ausschuss nannte, scheiterte McCarthys Versuch, im Oktober 2015 John Boehner als Sprecher des Repräsentantenhauses nachzufolgen. Er blieb Fraktionschef und galt als Favorit auf die Nachfolge des zwischenzeitlichen Sprechers Paul Ryan, nachdem dieser angekündigt hatte, nach der Wahl 2018 von diesem Amt zurückzutreten. Ryan hatte sich für McCarthy als Nachfolger ausgesprochen.
Nach dem Verlust der republikanischen Mehrheit im Repräsentantenhaus bei der Wahl 2018 kündigte der Tea-Party-Abgeordnete Jim Jordan an, gegen ihn als Minderheitsführer (House Minority Leader), den höchsten Posten der Minderheitspartei, zu kandidieren.
Im November 2018 wurde McCarthy dennoch mit 159 zu 43 Stimmen erneut zum Fraktionsvorsitzenden (und somit zum Minderheitsführer) gewählt.
Um die Abstimmung über ein Gesetzespaket der Demokraten für Investitionen in Soziales und Klimaschutz im Umfang von 1,85 Billionen Dollar zu verzögern, nutzte McCarthy sein Recht als Fraktionschef und hielt vom Abend des 18. November bis zum Morgen des 19. November 2021 (Ortszeit) eine mehr als achteinhalb Stunden dauernde Rede (Filibuster), die längste, die bis dahin im Repräsentantenhaus gehalten wurde.

#### Sprecher des Repräsentantenhauses 2023

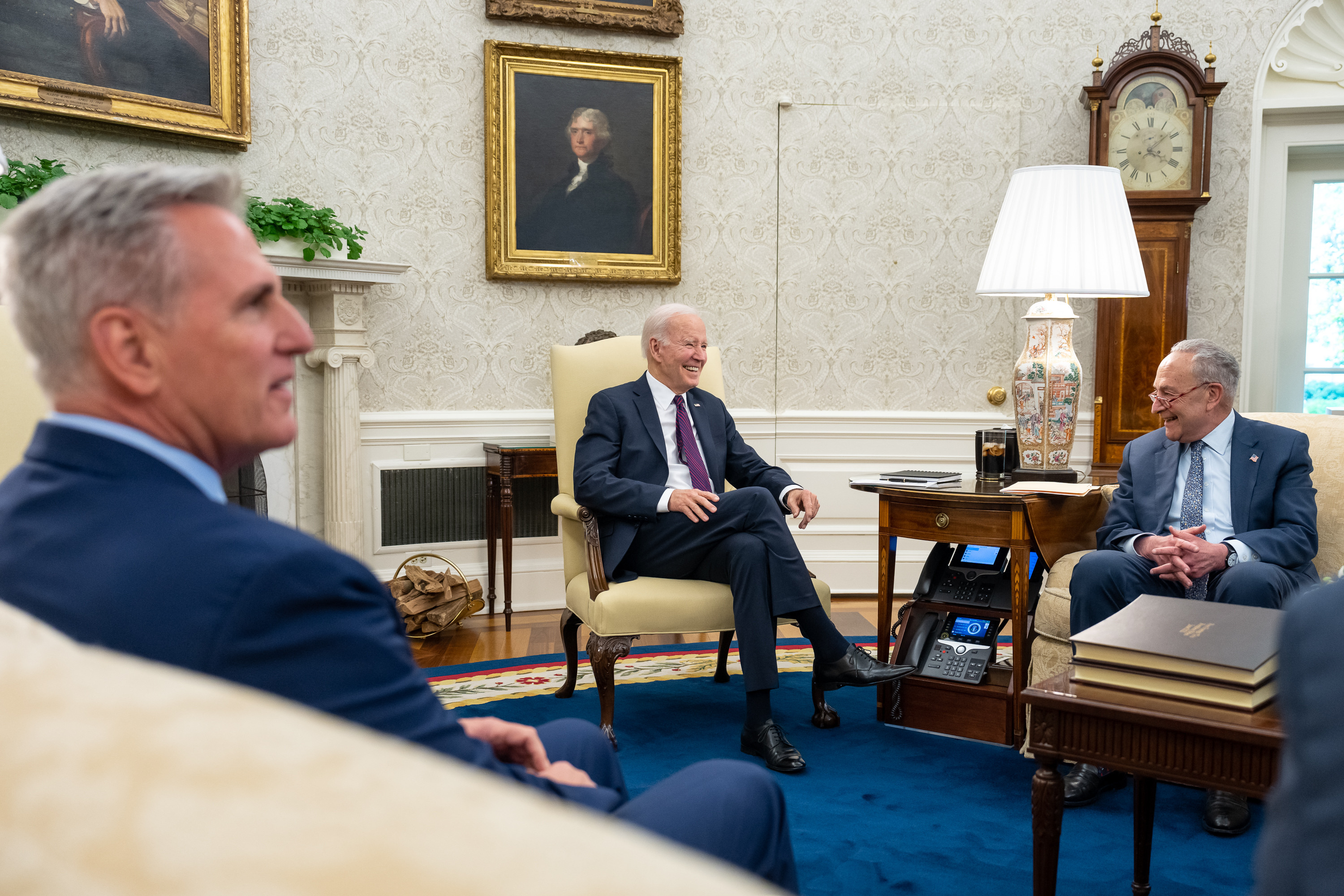
Sprecher McCarthy (links), Präsident Biden (Mitte) und Senatsmehrheitsführer Schumer (rechts) während Verhandlungen zum Budget im Mai 2023.

Nach den Kongresswahlen am 8. November 2022, bei denen die Republikaner mit 222 Sitzen eine Mehrheit erreichten, nominierte seine Fraktion McCarthy zum Kandidaten für das Amt des Sprechers des Repräsentantenhauses. Bei der Wahl zum Sprecher des 118. Kongresses am 3. Januar 2023 verfehlte McCarthy mit 203 von 435 abgegebenen Stimmen die absolute Mehrheit (218 Stimmen), womit erstmals seit 1923 (der Wahl von Frederick H. Gillett zum Sprecher des 68. Kongresses) ein zweiter Wahlgang anberaumt wurde. Der Vorsitzende der Demokratischen Fraktion Hakeem Jeffries erreichte 212 Stimmen. Insgesamt 19 Republikaner wichen von der Fraktionslinie ab und stimmten für andere Kandidaten. Im zweiten Wahlgang verfehlte McCarthy erneut eine Mehrheit: Jeffries erhielt 212 Stimmen, McCarthy 203 und der Republikaner Jim Jordan 19.
Im dritten Wahlgang erhielt Jeffries 212 Stimmen, McCarthy 202 und Jordan 20. Keiner der Kandidaten erreichte eine absolute Mehrheit.
Am 4. Januar 2023 fanden drei weitere Wahlgänge statt. Auch dabei erhielt McCarthy keine absolute Mehrheit.
Ein Aufruf von Donald Trump, in dem er die 20 republikanischen Abweichler, die alle zu seinen Anhängern zählen, aufforderte, im Interesse der Parteieinheit für McCarthy zu stimmen, hatte keine Wirkung gezeigt. Am 5. Januar 2023 fanden fünf weitere Wahlgänge statt. McCarthy erhielt wiederum keine Mehrheit, obwohl er zuvor den 20 gegen ihn Stimmenden weitreichende Zugeständnisse gemacht hatte. Am 7. Januar 2023 kurz nach Mitternacht wurde McCarthy im 15. Wahlgang zum Sprecher im Repräsentantenhaus gewählt.
In der 12. Abstimmungsrunde gelang es McCarthy, 14 republikanische Parteiabweichler auf seine Seite zu ziehen, und in der 13. Runde folgte ein weiterer Abgeordneter. In der 14. Abstimmungsrunde erhielt McCarthy 216 Stimmen – zwei Stimmen weniger als erforderlich. Die verbliebenen sechs Parteirebellen (die Abgeordneten Matt Gaetz, Bob Good, Lauren Boebert, Eli Crane, Matt Rosendale und Andy Biggs) gaben ihren Widerstand auf, nachdem von vielen Seiten massiver Druck auf Gaetz, den Wortführer der Gruppe, ausgeübt worden war. In der 15. Abstimmungsrunde stimmten die sechs mit „anwesend“ (present) und nicht für einen bestimmten Kandidaten. Dadurch erreichte McCarthy mit 216 eine absolute Mehrheit, da der Wahlmodus nur die Mehrheit der Stimmen, die für bestimmte Kandidaten abgegeben wurden, verlangte. Es handelte sich um die größte Zahl an Abstimmungsrunden bei einer Speaker-Wahl seit 1860 (damals waren 44 Abstimmungsrunden notwendig gewesen).
Im Verlauf der Abstimmungen hatte McCarthy erhebliche Konzessionen an seine innerparteilichen Gegner (Hardliner des rechten Rands der Republikanischen Fraktion bzw. Abweichler von der Parteilinie) machen müssen, die seine Kompetenzen als Sprecher künftig einschränkten. Diese Konzessionen stärkten die Möglichkeiten individueller Abgeordneter, Gesetzesvorlagen (die bei größeren Vorlagen häufig in Ausschüssen erarbeitet werden) direkt einzubringen. Auch sollte künftig bereits ein einzelner Abgeordneter ein Misstrauensvotum gegen den Sprecher beantragen können. Im House Rules Committee, das die Verfahrensregeln bei der Beratung und beim Beschluss von Gesetzesvorlagen festlegt, sollten die Abweichler künftig vertreten sein. Zudem sagte McCarthy zu, dass sich die Republikanische Partei nicht mehr durch Finanzspritzen an einzelne Parteimitglieder in bestimmte Vorwahlkämpfe von Kandidaten für das Repräsentantenhaus einmischen werde. Außerdem versprach er, den Themen Grenzsicherheit und der Einwanderungspolitik sowie Amtszeitbegrenzung von Kongressabgeordneten hohe Priorität einzuräumen.

#### Abwahl als Sprecher des Repräsentantenhauses
Nachdem McCarthy im Streit um den US-Haushalt und die Abwendung eines Government Shutdowns einen Kompromiss mit den Demokraten erreicht hatte, stellte der Republikaner Matt Gaetz – der Anführer der Hardlinergruppe, die sich bis zuletzt gegen die Wahl McCarthys zum Sprecher des Repräsentantenhauses gesträubt hatte – im Oktober 2023 einen Misstrauensantrag („motion to vacate“) gegen seinen innerparteilichen Gegner. Am 3. Oktober 2023 wurde McCarthy mit 216 zu 210 Stimmen als Sprecher des Repräsentantenhauses abgewählt. In der Geschichte der Vereinigten Staaten stellt dies ein Novum dar: Nie zuvor war ein Sprecher des Repräsentantenhauses abgewählt worden. Für die Abwahl von McCarthy hatten Gaetz und sieben weitere Republikaner (Ken Buck, Andy Biggs, Tim Burchett, Eli Crane, Bob Good, Nancy Mace und Matt Rosendale) sowie alle anwesenden 208 Abgeordneten der Demokraten gestimmt. McCarthys vorläufiger Nachfolger (pro tempore) bis zur Neuwahl eines Sprechers wurde Patrick McHenry, ein Republikaner aus North Carolina. McCarthy erklärte, nicht erneut zur Wahl des Sprechers zur Verfügung zu stehen.
Am 6. Dezember 2023 gab McCarthy bekannt, dass er das Repräsentantenhaus zum Jahresende 2023 verlassen werde; er wolle „Amerika auf andere Weise dienen“.

### Kontroversen
McCarthy gehörte zu den Mitgliedern des Repräsentantenhauses, die bei der Auszählung der Wahlmännerstimmen bei der Präsidentschaftswahl 2020 für die Anfechtung des Wahlergebnisses stimmten. Präsident Trump hatte wiederholt behauptet, es hätte umfangreichen Wahlbetrug gegeben und er wäre der Sieger der Wahl (siehe Big Lie). Für diese Behauptungen gab es keinerlei Beweise. Der Supreme Court wies mit großer Mehrheit eine Klage ab, wobei sich auch alle drei seinerzeit von Trump nominierten Richter gegen die Klage stellten.

### Verhältnis zu Donald Trump

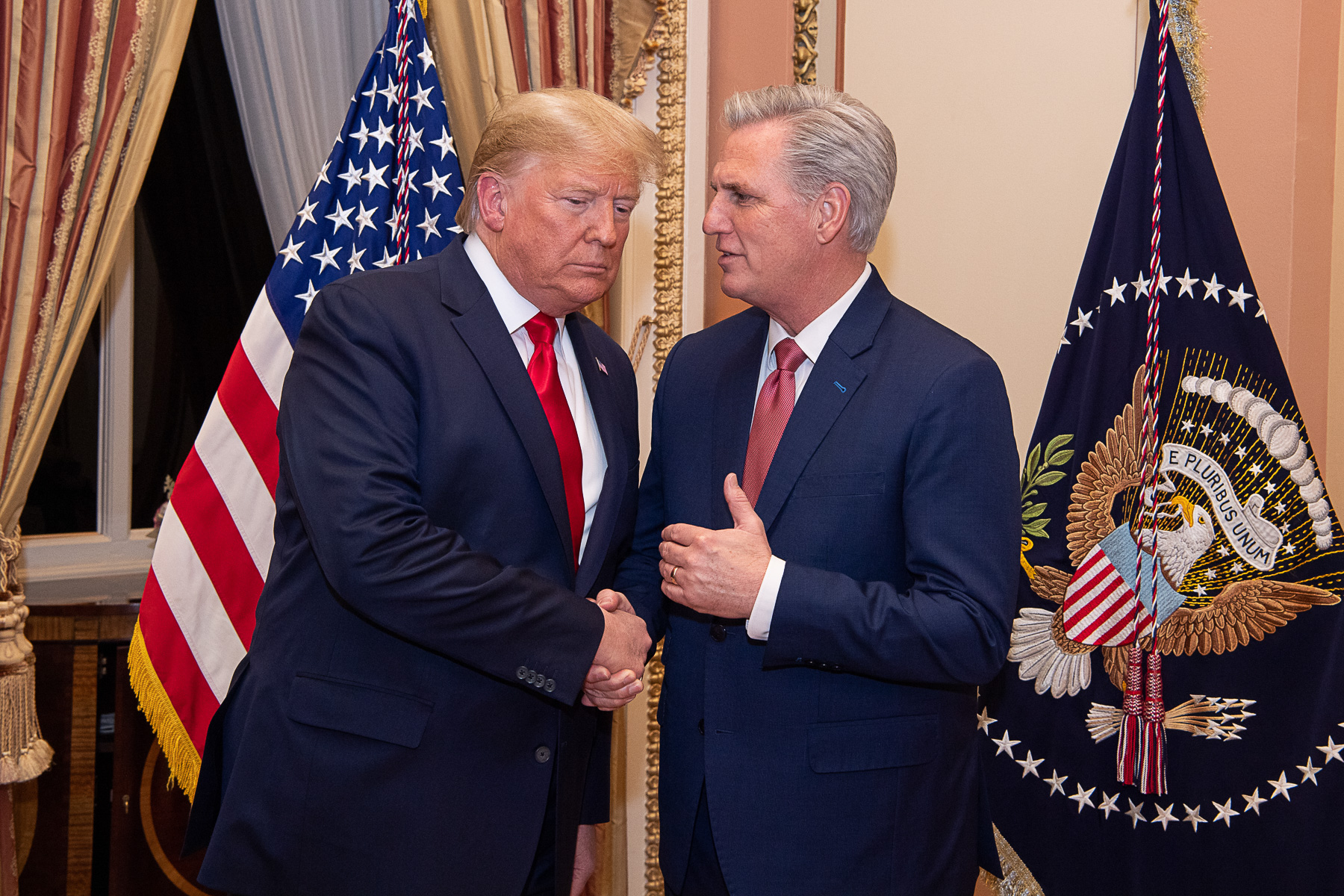
Donald Trump und Kevin McCarthy im Februar 2020.

McCarthy unterstützte Donald Trump bereits früh in der republikanischen Vorwahl 2016.
In einem vertraulichen Gespräch mit Parteifreunden am 15. Juni 2016 äußerte McCarthy: „There’s two people I think Putin pays: Rohrabacher and Trump. Swear to God.“ Sein Pressesprecher bestritt zunächst, dass McCarthy sich so geäußert habe („the idea that McCarthy would assert this is absurd and false.“) Im Mai 2017 wurde ein Mitschnitt veröffentlicht; danach versuchte McCarthy, seine Bemerkung als misslungenen Scherz hinzustellen.
McCarthy war während Trumps Präsidentschaft ein Unterstützer Trumps. So behauptete er, die Ermittlungen zur Ukraine-Affäre wären politisch motiviert und die Agenda der Demokraten. Dies sei schlecht für die Vereinigten Staaten, da es viel mehr gebe, was auf der Agenda stehen müsste. Gleichwohl hatten die Republikaner unter seiner Führung den Bengasi-Anschlag politisch genutzt, als sie in einem Ausschuss gegen die damalige US-Außenministerin und spätere demokratische Präsidentschaftskandidatin Hillary Clinton ermittelten. Dieser Ausschuss konnte kein Fehlverhalten von Clinton feststellen; trotzdem stürzten ihre Umfragewerte danach ab.
Nach der Erstürmung des Kapitols äußerte er am 13. Januar 2021, er sehe die Schuld bei Trump: Trump hätte eingreifen müssen, sobald er die Aktivitäten des Mobs sah. Trump griff aber erst einige Stunden später ein. Am 28. Januar 2021 flog McCarthy gleichwohl nach Mar-a-Lago, um Donald Trump zu treffen, damit dieser die Republikaner bei den nächsten Wahlen unterstütze. Dieser Besuch wird teilweise von Politikwissenschaftlern als bedeutender Schritt hin zur Rehabilitation Trumps trotz seines versuchten Selbst-Putschs angesehen.
Bemerkenswert für McCarthys Verhältnis zu Trump erscheint auch das Verhältnis von McCarthy zu Liz Cheney, die seit der Erstürmung des Kapitols eine entschiedene Trump-Kritikerin war. Sie stimmte beim zweiten Amtsenthebungsverfahren für einen Schuldspruch Trumps. Daraufhin forderten Trump-loyale Abgeordnete im Februar 2021 ihre Abwahl vom Amt des Republican Conference Chair, der dritthöchsten Position in der republikanischen Fraktion. McCarthy verteidigte sie und das Abwahlverfahren scheiterte mit 145 gegen 65 Stimmen. Als Cheney danach nochmals deutlich machte, dass die Wahlniederlage Trump zuzuschreiben sei, wechselte McCarthy die Seiten und unterstützte fortan Elise Stefanik für das Amt des Republican Conference Chair. Am 12. Mai 2021 wurde Cheney abgewählt.